# Château de Saint-Jean-du-Gard
 (novembre 2022).
 (novembre 2022).
- Si vous ne connaissez pas le sujet, laissez ce bandeau (vous pouvez alors contacter les auteurs).
- Si vous supprimez le contenu mis en cause (vous pouvez préalablement contacter les auteurs),

argumentez précisément cette suppression dans la page de discussion
(un manque de référence n'est pas un argument ; une recherche réelle de référence doit avoir été effectuée, être formellement documentée).
Situé sur la commune de Saint-Jean-du-Gard dans le Gard, ce château qui fut la Résidence des seigneurs de Saint Jean a été brûlé par les troupes royales puis reconstruit au XVIe siècle et agrandi au XVIIe siècle. Témoin d'une histoire séculaire, le château est attaché aux guerres de Religion en Cévennes qui marquèrent cette région du XVIe au XVIIIe siècle.
Des personnages illustres séjournèrent en ses murs, le maréchal de Thoiras, le duc de Rohan, de Basville (intendant du Languedoc), le comte de Broglie, le duc de Noailles, le maréchal de Montrevel, le maréchal de Villars.

## Histoire

### duXIVeauXVIIesiècle
1314: première mention du château de Saint Jean de Gardonnenque
1397: un compoix ordonne de faire restaurer le château à son occupant
Au XVe siècle Jean III de Mirols acquiert partie des terres de Saint Jean et se titre baron de Moissac Villeneuve Saint Jean.

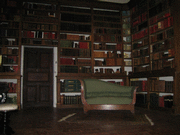
La Bibliothèque du château.

Ses héritiers cèdent au XVIe siècle la baronnie de Villeneuve Saint Jean à Astor de Montbel qui la revend à Antoine de Saint Bonnet déjà grand propriétaire à Saint Jean.
Sous François 1er, en 1546, Saint Jean est annexé au domaine Royal et la seigneurie est alors réellement constituée avec haute, moyenne et basse justice. Antoine de Saint Bonnet en est le premier seigneur.
Les Saint Bonnet de Thoiras sont alliés aux Caylar descendant des Bermond. Antoine est le père de Louis, chef des religionnaires et Aymar, père du célèbre maréchal de Thoiras.
Lors d'une expédition punitive, en 1560, Honorat de Savoie, lieutenant général en Languedoc marche sur Saint Jean et brûle le château car les Saint Bonnet étaient protestants comme une grande partie de la noblesse cévenole. Le château est reconstruit et un temple, consacré en 1569, est "dressé" sur sa façade nord. Lors des trois nouvelles guerres de religion de 1620 à 1629, Jean, petit-fils de Louis de Saint Bonnet, recevra à maintes reprises au château de Saint Jean du Gard le duc de Rohan, chef des réformés.
En 1652, Henry, le fils de Jean, très endetté vend le château à Edouard de Carlot.
Ce dernier agrandit le château et construit une aile en prolongement du corps principal de logis, créant ainsi une façade principale au sud de 40 mètres. Il demande au Consistoire l'autorisation de percer une ouverture au nord, dans le mur mitoyen entre le château et le temple afin d'assister aux offices depuis sa chambre étant souffrant. Les Carlot, famille patricienne de Vérone s'étant adonné au commerce ne peuvent posséder noblement une seigneurie. Edouard de Carlot obtient de Louis XIV les lettres de réhabilitation. Il donne l'usufruit de ses biens à sa sœur Alix de Peyremale et à son frère Pierre époux de Marie de Toulouse Lautrec à charge de remettre à l'enfant mâle issu du mariage de leur fille Isabeau de Carlot et d'Antoine de Vignolles Montvaillant.

### duXVIIIesiècleà nos jours
C'est Jacques de Vignolles qui hérite, marié avec Yolande de Clauzel de Fontfroide. Ils n'ont que des filles, les biens passent dans la famille Hostalier. Les Hostalier sont conseillers à la Cour des Comptes, Aides et Finances de Montpellier.
En 1685 le temple est rasé car le seigneur recevait dans son château des assemblées protestantes clandestines. Cette même année, Louis XIV révoque l'Edit de Nantes et le château est utilisé d'autorité comme garnison royale.
Les prisons du château ne vont pas désemplir et conservent quelques anecdotes marquantes dont l'évasion du pasteur Roman.
Pendant la guerre des Camisards le château héberge des personnages prestigieux envoyés par Louis XIV pour pacifier les Cévennes: outre Lamoignon de Basville, intendant du Languedoc, le comte de Broglie, le duc de Noailles, le maréchal de Montrevel et le plus illustre de tous, le maréchal de Villars.
Les Hostalier conservent le château jusqu'au 20 décembre 1816, date de sa vente à Louis Dupuy de Montbrun d'Aubignac, ancien capitaine au régiment de Bourgogne.
Le château reste dans cette famille jusqu'à sa vente effectuée par les descendants de Girard de Coehorn, en décembre 1995 à Marie Françoise et Bernard André. 
Les nouveaux propriétaires, Alice et Maxime Rigaud arrivent au Château de Saint Jean du Gard en octobre 2022.
Actuellement le monument est géré par des propriétaires privées, des événements culturels y sont organisés.